# Гвардейская бригада РОА
Гвардейская бригада РОА — нереализованный проект немецкой разведки по созданию диверсионного соединения для ведения разведывательно-диверсионной работы, в том числе в тылу РККА, исполнявшийся органом 6-го управления РСХА «Организацией „Цеппелин“». В немецких документах фигурировала как 1-я штурмовая бригада (нем. 1. Sturmbrigade). Формирование началось в 1943 году на основе подразделений бригады СС «Дружина» при участии русских эмигрантов. Подчинялась органам службы безопасности рейхсфюрера СС (СД) на оккупированной территории Псковщины. Так называемая гвардейская бригада РОА не была окончательно сформирована. Её стрелковый батальон задействовался в антипартизанских операциях в окрестностях Пскова летом 1943 года. В ноябре 1943 года была разоружена и расформирована.

## Формирование
В конце апреля 1943 года для укомплектования нового формирования было принято решение выделить часть войск из состава 1-го русского национального полка СС. Первоначально для прикрытия планировалось переподчинить названный полк А. А. Власову, о чём была достигнута договорённость с руководством СД. Прибывшие для этого эмиссары, однако, нашли состояние переподчиняемой части неудовлетворительным и нуждающимся в реорганизации и кадровых перестановках (особенно это касалось командира части). Против этого активно протестовал возглавлявший 1-й русский национальный полк СС В. В. Гиль, желавший переподчинить свои части в исходном виде. В результате после длительных переговоров В. В. Гилю, пользовавшемуся высоким покровительством, удалось остаться на прежней должности и сохранить свои части, передав во вновь формирующееся подразделение лишь учебный батальон и пропагандистскую бригаду с несколькими офицерами, пожелавшими добровольно перейти в новую часть (всего около 300—500 человек).

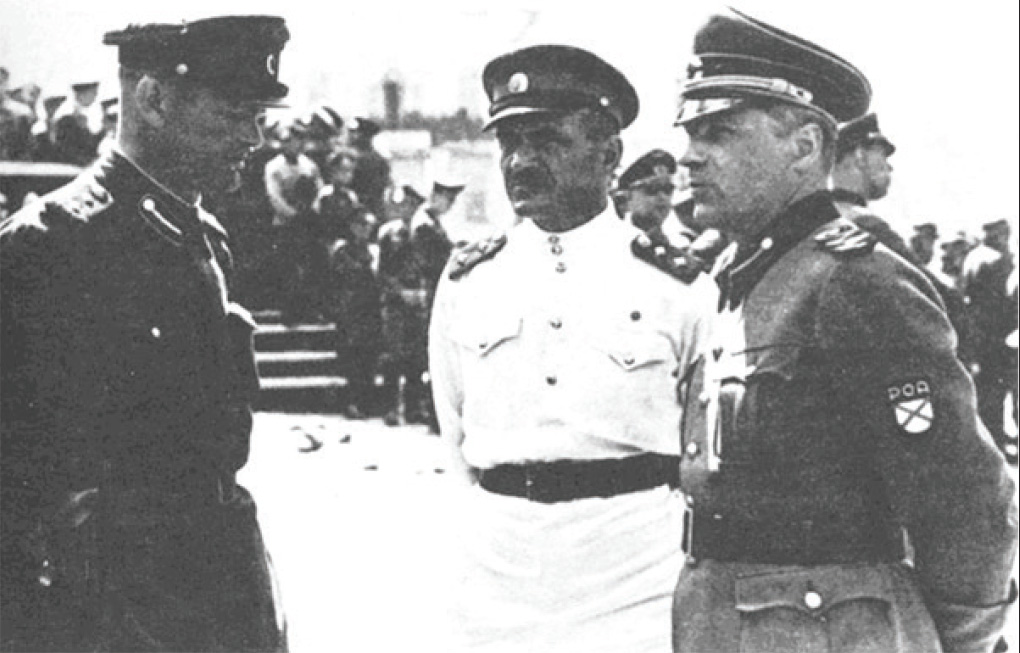
К. Г. Кромиади и Г. Н. Жиленков летом 1943 года в Пскове. Слева от них В. Боярский.

В Лужках, где происходили переговоры, было принято решение, что вновь формируемое подразделение будет называться «Первая гвардейская бригада РОА». Здесь же был организован штаб новой части: кроме командира, которым ещё до начала переговоров был назначен С. Н. Иванов, в него вошли И. К. Сахаров — помощник командира и К. Г. Кромиади — начальник штаба. Также в состав штаба на правах представителя А. А. Власова вошёл Г. Н. Жиленков.
В середине мая 1943 года первый (и единственный) батальон был направлен сначала в деревню Крыжево, а затем под Псков в посёлок Стремутка, что в 15 км от города, где c 1942 года располагался разведывательно-диверсионный лагерь «Цеппелина».
Окончательно бригада так и не была досформирована.

## История
Личный состав бригады прибыл на поезде в окрестности Пскова, после чего должен был своими силами добраться до места расквартировки в Стремутке. Пока бойцы РОА ожидали транспорта, они заметили расположенный недалеко в низине небольшой лагерь для военнопленных. Понаблюдав некоторое время за передвижениями людей, они бросились к нему. По воспоминаниям К. Г. Кромиади, часовые уже взяли автоматы на изготовку, когда бегущая толпа остановилась. Лишь после вмешательства офицеров конфликт удалось уладить и организовать в одном из секторов лагеря встречу пленных с бойцами РОА. Началось, по словам К. Г. Кромиади, «братание». Однако вскоре пленные были отправлены по баракам, а «гости» вернулись на своё место.
До Стремутки части РОА добрались лишь поздно ночью и было расквартировано в здании школы, ставшее на время пребывания в посёлке бригады её казармой. На проведённом после прибытия бригады торжественном построении бойцам было объявлено о формировании «Первой гвардейской бригады РОА»[уточнить], а перед зданием казармы (школы) на мачте поднят бело-сине-красный флаг. Также эмблемы СД, ранее помещавшиеся на обмундировании солдат и офицеров, были заменены на нарукавные знаки РОА и бело-сине-красные кокарды.
Через несколько недель в Стремутку прибыло, состоявшее преимущественно из военнопленных, пополнение, увеличившее численность бригады до 650 человек. Из этих людей был сформирован один стрелковый батальон, хозяйственная рота, запасная офицерская рота и команда пропагандистов.
По воспоминания начальника отдела пропаганды Л. А. Самутина, всё свободное время проводилось в занятиях по воспитанию личного состава бригады в националистическом, русском, антисовестким духом. Некоторые такие занятия с бойца проводил Г. Н. Жиленков, с рассказами об испанской гражданской войне выступал И. К. Сахаров, К. Г. Кромиади рассказывал о Добровольческой армии Деникина, а сам Л. А. Самутин делал доклады о выступлении Антонова и Кронштадтском восстании. Кроме этого, в рамках информационно-пропагандистской работы перед бойцами выступал полковой священник Гермоген (Кивачук).
2 июня 1943 года в час ночи раздался сильный взрыв, от которого вся бригада выбежала на из казармы на улицу. Спустя некоторое время раздался второй взрыв. К. Г. Кромиади вместе с ротой солдат выяснил, что это горит соседняя деревня. Спасти деревню от огня не удалось, но благодаря помощи, которую оказали погорельцам (обеспечение их едой, медицинским обслуживанием, материальной поддержкой), отношение местных жителей к бойцам РОА, бывшее до этого открыто враждебным, смягчилось.

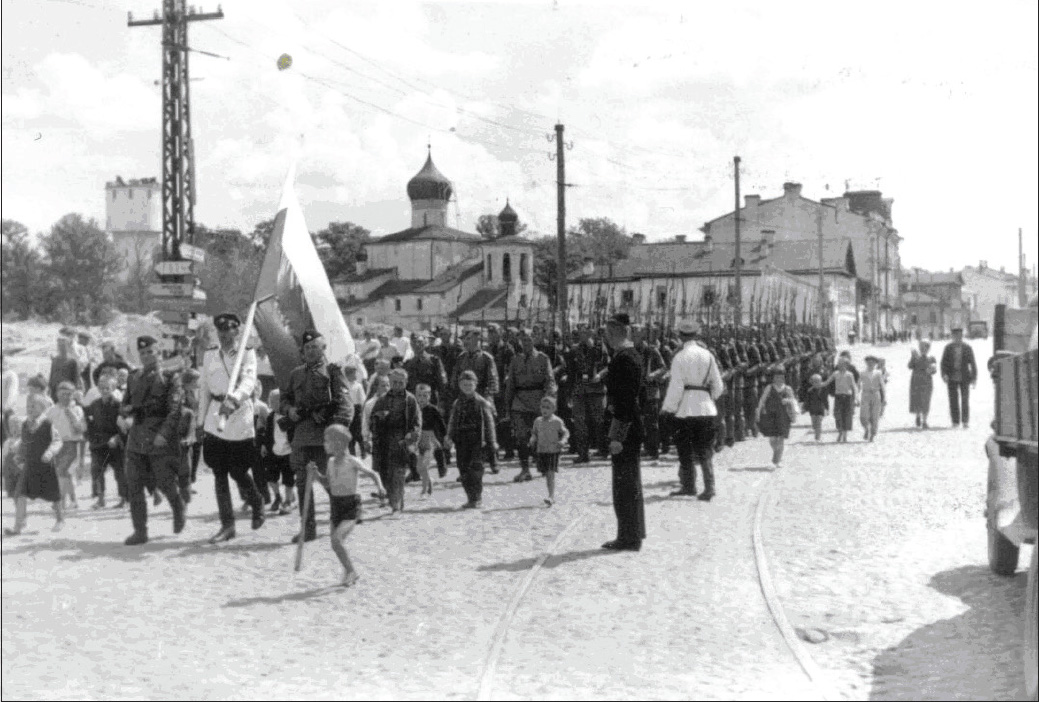
Парад РОА в Пскове 22 июня 1943 г. Со знаменем идёт полковник Г. П. Ламсдорф.

22 июня 1943 года в Пскове был проведён военный парад, участие в котором приняли и бойцы РОА, промаршировав по городу, за отсутствием своего знамени, под русским флагом. Кроме этого, во время парада по местному псковскому радио впервые прозвучала песня «Мы идём широкими полями», ставшая впоследствии маршем РОА.
Примечательно, что после парада советские агенты вместе с одним из автоматчиков, бывшим ассистентом знаменосца, попытались устроить мятеж в лагере бригады. Бунт не удался, но в результате перестрелки были погибшие с обеих сторон.
За весь период лета 1943 года Гвардейская бригада трижды участвовала в антипартизанских операциях, но при этом, по воспоминания К. Г. Кромиади, ни разу самих партизан не видели. В целом батальон, не считая описанных выше случаев, всё лето бездействовал, ожидая прибытия пополнений, которые так и не появились.

## Расформирование
К середине лета 1943 года в бригаде усилились упаднические настроения среди солдат и части офицеров. Многие стали понимать, что немцы не намерены формировать полноценные русские части. Один из офицеров батальона писал: 
Я фактически свернул свою деятельность — прекратились лекции и беседы, перестал ездить в Псков за артистами. Апатия и безразличие постепенно стали распространяться как всеобщее настроение.
Параллельно с этим началось меняться командование бригады. В начале июня в Берлин был отозван генерал-лейтенант С. Н. Иванов, а начальником бригады стал числиться генерал-лейтенант Г. Н. Жиленков, хотя фактически бригадой командовал полковник И. К. Сахаров.
В июле 1943 года в Берлин из бригады были отозваны Г. Н. Жиленков и И. К. Сахаров, а в командование бригадой вступил К. Г. Кромиади. Но и он был отозван в середине августа, так что должность командующего бригадой занял капитан Г. П. Ламсдорф.
Изменилось и отношение немецкого командования к русскому подразделению. Начиная с августа 1943 года майор Краус и капитан Хорват, офицеры СД, стали активно вмешиваться в дела бригады, придираться к солдатам и офицерам, чем дополнительно ухудшили общее моральное состояние.

В том же августе 1943 года бригада была передана командованию территориальных войск Псковского района, фактически превратившись в обычный линейный охранный батальон вермахта. Личный состав бригады был перевезён из Стремутки в Псков, в казарму на территории так называемых «Крестов» — бывшей загородной тюрьмы, рядом с военным аэродромом. Л. А. Самутин так вспоминал об этом:
Разочарование, уныние и тревога охватили людей, ибо бесперспективность такого поворота событий ясна была каждому без дополнительных разъяснений. Ничего хорошего наше будущее нам не сулило. От весенних надежд на формирование русских самостоятельных военных сил не осталось и следа.
В середине сентября 1943 года, после того как 1-я русская национальная бригада СС «Дружина», из личного состава которой первоначально формировалась т. н. гвардейская бригада РОА, перешла на сторону партизан, бригада РОА была разбита поротно и направлена небольшими гарнизонами в несколько населённых пунктов в окрестностях Пскова. По замыслу немцев, такое размещение войск должно было превратить подразделения бригады РОА в буфер между советскими партизанами и немцами. Однако фактически никаких столкновений не происходило. Этому способствовал неофициальный приказ Г. П. Ламсдорфа, предписывавший никаких действий против партизан по своей инициативе не вести. Были также наведены некоторые контакты с партизанами, благодаря которым до последних было донесено, что никаких действий против них применяться не будет.
В ноябре 1943 года 150 человек из состава бригады, после долгой агитации со стороны НКВД и партизан, а также под влиянием поражений вермахта, перешли на сторону партизан.
Вскоре после этого батальон, которым в этот момент командовал уже майор Рудольф Риль (псевдоним — Владимир Кабанов), вновь собрали в «Крестах», разоружили и отправили в лагерь в качестве резервной военной части, а офицеров поместили под домашний арест.
Из сложившегося неопределённого положения остатки бригады сумел вытащить И. К. Сахаров, бывший в это время адъютантом А. А. Власова. Прилетев из Германии в Псков, он, воспользовавшись проволочками немецкой бюрократической машины, а также противостоянием Вермахта и СС, добился выведения бригады из-под ареста, возвращения ей оружия, а также отправки её в Восточную Пруссию, где та слилась с русской авиагруппой и была направлена во Францию. В дальнейшем эти части были включены в состав ВВС КОНР, но на Восточный фронт больше не вернулись.

## Униформа и символика

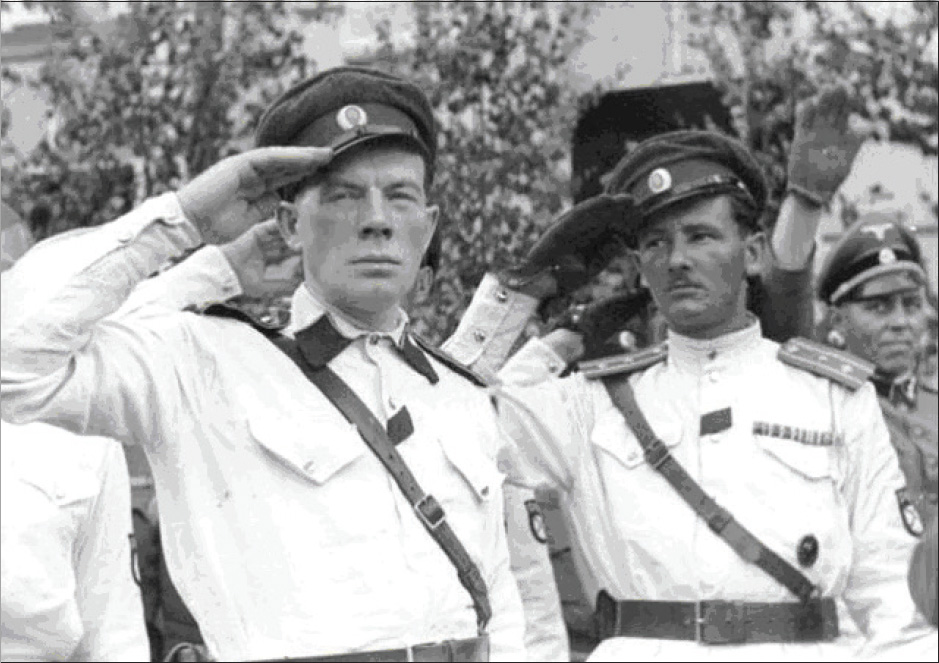
Униформа старших командиров на примере С. Н. Иванова и И. К. Сахарова. Псков 1943 год.

Чины Первой гвардейской бригады РОА особой формы не имели, поэтому носили униформу «общих СС» (серые кителя с отложным воротником, брюки навыпуск, пилотки, коричневые рубашки с галстуком) с нарукавными знаками, кокардами, петлицами и погонами РОА, введёнными ещё весной 1943 года.
22 июня 1943 года на параде в Пскове офицерский состав бригады был одет в советскую униформу (гимнастёрки, пилотки, хлопчатобумажные галифе), а старшие командиры были одеты в белые гимнастерки, тёмно-синие суконные галифе с малиновым кантом и фуражки советского образца с малиновыми кантом и околышем.
Для личного состава бригады были изготовлены специальные нашивки в виде щитка с надписью "РОА" и бело-сине-красным флагом России. Впоследствии, видимо, уже летом, они были утилизированы и не использовались. Фото с нашивками были опубликованы в 3 томе сборника "Генерал Власов. История предательства".

## Комментарии
1. ↑  Фактически эта бригада никогда не превышала численность батальона за все месяцы существования в 1943 году.
2. ↑  Такая перемена отношения немцев к бригаде была вызвана целым рядом факторов, включая раздражение нацистской верхушки по поводу заявлений А. А. Власова весной 1943 года о независимости России, срыв секретных планов «Цеппелина» по проведению крупной диверсионной операции в тылу РККА из-за провала наступления на Курской дуге (из всей операции была осуществлена переброска лишь группы из 12 чел. (так называемый Печорский десант))
3. ↑  Первоначально личный состав планировалось перевести в лагеря в статусе военнопленных, а над офицерами начать следствие, но потом от этой идеи отказались.